# Lecane ohioensis
Lecane ohioensis is een raderdiertjessoort uit de familie Lecanidae. De wetenschappelijke naam van deze soort is voor het eerst geldig gepubliceerd in 1885 door Herrick.